# EVENING STREET
EVENING STREET（イブニング・ストリート）は、FM AICHIで月曜日から木曜日までの夕方に放送されている情報番組。

## 概要
FM AICHIが2020年4月にすべての情報番組を変更したためにスタートした番組。当番組と同じ黒岩唯一がパーソナリティだった前番組「You gotta POWER」を引き継いだコーナーも多い。

## パーソナリティ
- 黒岩唯一

## タイムテーブル
2021年4月時点のタイムテーブル。時刻表示はJST(日本標準時)。
前半
- 17:00 前半オープニング
- 17:13 最新の気になるニュースをチェック
  - 黒岩が気になったきょうのニュースをピックアップして伝える。
- 17:18 FM AICHI TRAFFIC
- 17:25 FM AICHI NEWS
  - 共同通信社制作の全国ニュース、中日新聞とFM AICHI制作のローカルニュースの両方を放送。
- 17:26 ONE LOVEの I LOVE DOG!
  - 前番組「You gotta POWER」から引き続き放送しているコーナー。
- 17:40 YKK AP WEATHER INFORMATION
  - 前番組「You gotta POWER」から引き続き放送しているコーナー。
- 17:46 エンデイングトーク
- 17:48 前半エンディング
  - 祝日・お盆・年末年始などの特別編成期間はここまでの放送。18:00以降は『FM AICHI Special』や特別番組を放送する。
- 17:50 SUZUKI No.1 Factory[1]
  - 祝日・お盆・年末年始などの特別編成期間は当番組に内包されず、単独番組での放送。特別編成期間は16:50 - 17:00に放送されることがあり得る。

後半
- 18:00 後半オープニング
- 18:15 FM AICHI TRAFFIC
- 18:40 FM AICHI TRAFFIC
- 18:55 6時台エンディング
- 19:00 7時台オープニング
- 19:05 LINE TELEPHONE
  - 黒岩がリスナーと5分間電話するコーナー。
- 19:23 エンディングトーク
- 19:25 後半エンディング